# Élections législatives nord-irlandaises de 2022
Les élections législatives nord-irlandaises de 2022 ont lieu le 5 mai 2022 afin de renouveler l'Assemblée d'Irlande du Nord qui siège au Palais de Stormont à Belfast et contrôle l'Exécutif d'Irlande du Nord bi-communautaire.
À la faveur du recul du Parti unioniste démocrate (DUP), les républicains du Sinn Féin arrivent en tête, une première pour un parti nationaliste irlandais en Irlande du Nord, ce qui, en vertu des accords passés, lui donne le droit de nommer Michelle O'Neill, jusqu'ici vice-Premier ministre, au poste de Premier ministre. Le scrutin conduit cependant à une impasse institutionnelle, le DUP bloquant la formation d'un nouveau gouvernement dans le contexte du protocole nord irlandais post-Brexit.
Afin de résoudre la crise, le secrétaire d'État pour l'Irlande du Nord Chris Heaton-Harris propose dès octobre de convoquer des élections anticipées pour 2023, avant de finalement faire voter à plusieurs reprises des délais pour permettre aux négociations de se poursuivre. La signature du cadre de Windsor fin février 2023 permet ensuite la reprise des négociations et la formation d'un gouvernement début 2024. La dirigeante du Sinn Fein, Michelle O'Neill, est officiellement élue Première ministre le 3 février 2024, avec Emma Little-Pengelly (DUP) comme vice-Première ministre. C'est la première fois que le premier ministre d'Irlande du Nord est issu de la mouvance républicaine et nationaliste

## Paysage politique
L'Irlande du Nord est une nation constitutive du Royaume-Uni bénéficiant de la dévolution de certains pouvoirs. Cette organisation politique est héritée de l'accord du Vendredi saint adopté en 1998 qui met fin à trente ans de conflit nord-irlandais et de violences terroristes en mettant en place un partage du pouvoir. 
Les tendances unionistes et nationalistes qui divisent profondément l'Irlande du Nord ont abouti à la création d'un système parfois nommé consociationalisme. Le Premier ministre et vice-Premier ministre d'Irlande du Nord, aux pouvoirs similaires, sont issus des deux partis dominant, après les élections, les deux camps.
Pour cette raison, la vie politique nord-irlandaise n'est pas structurée en une majorité et une opposition parlementaires. 
Le pays est doté de manière permanente d'un gouvernement d'union nationale. L'exécutif nord-irlandais est choisi par l'Assemblée, chaque parti politique disposant d'un nombre de ministres proportionnel à son nombre de sièges à l'Assemblée. Le pays demeure membre par choix du Royaume-Uni, et conserve le droit de le quitter si une majorité de ses citoyens le souhaite.

## Mode de scrutin
Le Northern Ireland (Miscellaneous Provisions) Act de 2014 prévoit que les élections ont lieu tous les cinq ans, le premier jeudi de mai. Les dernières élections ayant eu lieu en 2017 de manière anticipée, le scrutin suivant est organisé cinq ans après.
L'Assemblée d'Irlande du Nord est composée de 90 sièges pourvus pour cinq ans au scrutin à vote unique transférable dans dix-huit circonscriptions de cinq sièges chacune. Ce système électoral proportionnel vise ainsi à assurer une représentation équitable des divers courants politiques.
Le Premier ministre et le vice-Premier ministre dirigent ensemble l'Exécutif d'Irlande du Nord et disposent du même pouvoir.

## Résultats
|                          |                                        |           |       |      |        |               |  |  |  |
| Parti                    | Parti                                  | Voix      | %     | +/-  | Sièges | +/-           |  |  |  |
|                          | Sinn Féin                              | 250 388   | 29,02 | 1,11 | 27     | en stagnation |  |  |  |
|                          | Parti unioniste démocrate              | 184 002   | 21,33 | 6,73 | 25     | 3             |  |  |  |
|                          | Parti de l'Alliance d'Irlande du Nord  | 116 681   | 13,53 | 4,48 | 17     | 9             |  |  |  |
|                          | Parti unioniste d'Ulster               | 96 390    | 11,17 | 1,69 | 9      | 1             |  |  |  |
|                          | Parti social-démocrate et travailliste | 78 237    | 9,07  | 2,87 | 8      | 4             |  |  |  |
|                          | Voix unioniste traditionnelle          | 65 788    | 7,63  | 5,08 | 1      | en stagnation |  |  |  |
|                          | Parti vert                             | 16 433    | 1,90  | 0,41 | 0      | 2             |  |  |  |
|                          | Aontú                                  | 12 777    | 1,48  | Nv   | 0      | en stagnation |  |  |  |
|                          | Le Peuple avant le profit              | 9 798     | 1,14  | 0,62 | 1      | en stagnation |  |  |  |
|                          | Parti unioniste progressiste           | 2 665     | 0,31  | 0,38 | 0      | en stagnation |  |  |  |
|                          | Parti socialiste républicain irlandais | 1 869     | 0,22  | Nv   | 0      | en stagnation |  |  |  |
|                          | Parti des travailleurs d'Irlande       | 839       | 0,10  | 0,06 | 0      | en stagnation |  |  |  |
|                          | Alternative travailliste               | 602       | 0,07  | 0,18 | 0      | en stagnation |  |  |  |
|                          | Parti socialiste                       | 524       | 0,06  | Nv   | 0      | en stagnation |  |  |  |
|                          | Parti conservateur                     | 254       | 0,03  | 0,27 | 0      | en stagnation |  |  |  |
|                          | Autres partis                          | 141       | 0,02  | –    | 0      | en stagnation |  |  |  |
|                          | Indépendants                           | 25 315    | 2,93  | 1,14 | 2      | 1             |  |  |  |
|                          |                                        |           |       |      |        |               |  |  |  |
| Votes valides            | Votes valides                          | 862 703   | 98,73 |      |        |               |  |  |  |
| Votes blancs et nuls     | Votes blancs et nuls                   | 11 078    | 1,27  |      |        |               |  |  |  |
| Total                    | Total                                  | 873 787   | 100   | –    | 90     | en stagnation |  |  |  |
| Abstentions              | Abstentions                            | 499 944   | 36,39 |      |        |               |  |  |  |
| Inscrits / participation | Inscrits / participation               | 1 373 731 | 63,61 |      |        |               |  |  |  |

## Analyse

Résultats par circonscriptions

Le Parti unioniste démocrate (DUP), qui dominait depuis 2003, se présentait affaibli. Bien que co-dirigeant l'Exécutif, il n'est pas parvenu à empêcher les concessions de Londres dans l'application du Brexit en Irlande à tel point que, pour marquer son désaccord, le Premier ministre Paul Givan a présenté sa démission juste avant les élections. Celui-ci avait remplaçé Arlene Foster, elle aussi démissionnaire, et contestée en interne. Enfin, le parti est désormais concurrencé par la Voix unioniste traditionnelle (TUV) qui a bondi après 15 ans d'existence à 7,6% des premières préférences, une augmentation de 5,1 points à comparer avec la baisse du 6,7 points du DUP. Le DUP perd finalement 3 sièges et la première place donnant droit au poste de Premier ministre,.
Ainsi, bien qu'ils n'accroissent pas leur nombre de sièges, les nationalistes du Sinn Féin arrivent en tête. C'est une première en Irlande du Nord.
Par ailleurs, le scrutin est surtout marqué par la percée des libéraux de l'Alliance, qui remettent en cause le système de consociationalisme (17 sièges, +9). Ce parti, qui était le 5e depuis 40 ans, se retrouve 3e car il dépasse les deux partis modérés des deux communautés, qui perdent tous deux des sièges : les sociaux-démocrates nationalistes du SDLP (8 sièges, -4) et l'UUP (9 sièges, -1).

## Suites

### Crise politique

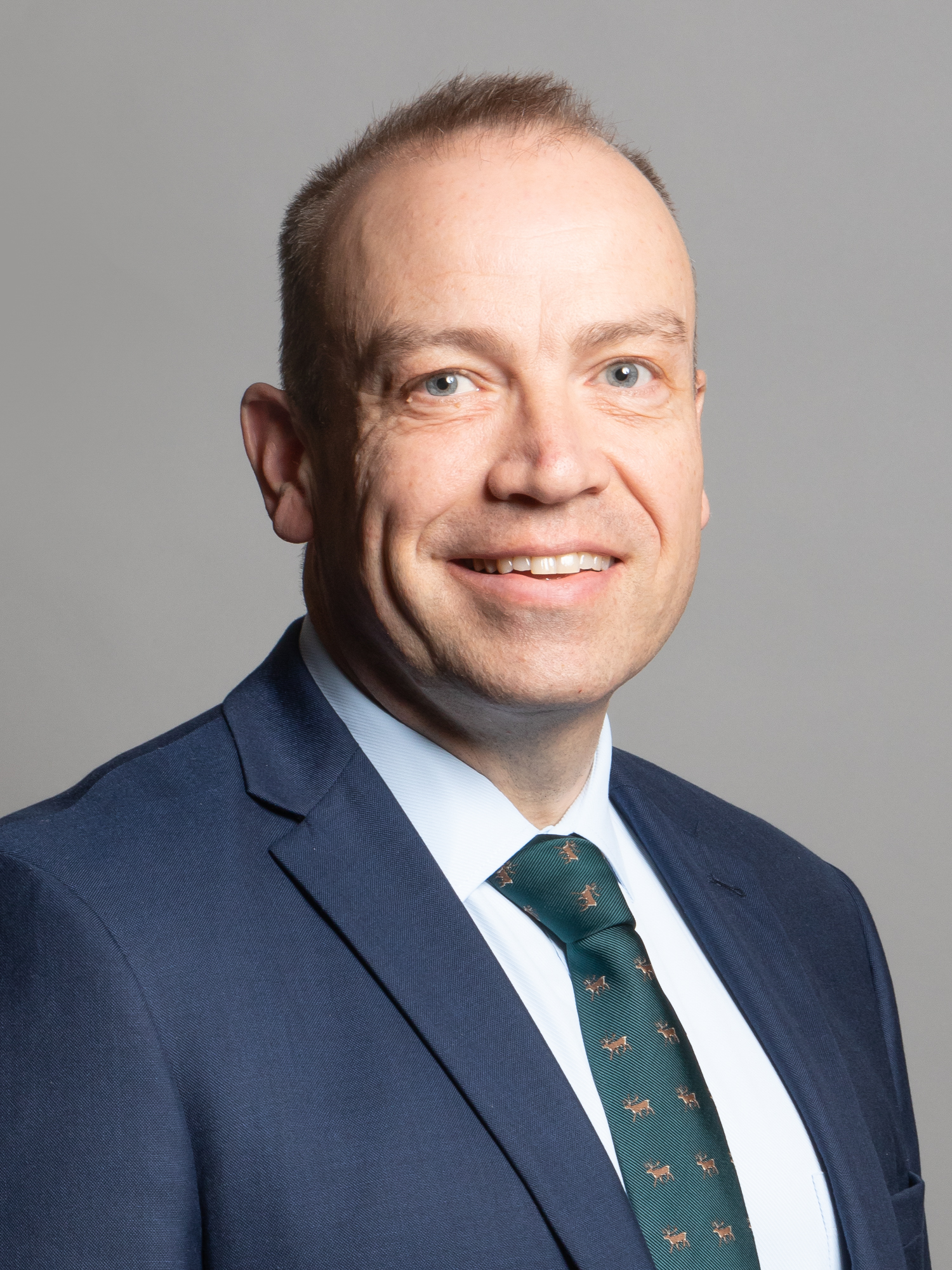
Chris Heaton-Harris

Dès les jours qui suivent, le Parti unioniste démocrate fait part de son refus de participer à un nouveau gouvernement en raison de son opposition au protocole nord-irlandais post-Brexit, qui instaure une forme de frontière douanière avec le reste du Royaume-Uni. Le DUP bloque ainsi l'élection du nouveau président de l'Assemblée. La participation du premier parti unioniste à ce vote comme au gouvernement étant obligatoire dans le cadre de l'accord du Vendredi saint, cette situation conduit à une impasse institutionnelle qui s'installe dans le temps. Le secrétaire d'État pour l'Irlande du Nord Chris Heaton-Harris finit par rappeler le 28 septembre son obligation de convoquer des élections anticipées si aucun gouvernement n'est mis en place six mois après les élections, fixant le 28 octobre pour date limite. Malgré l'opposition du Sinn Fein à un retour aux urnes, et les appels au compromis du Vice-Premier ministre irlandais Leo Varadkar et du Premier ministre du Royaume-Uni Rishi Sunak, le vote organisé le 27 octobre conduit pour la quatrième fois à l'échec de l'élection d'un président de la chambre. Le lendemain 28 octobre, Heaton-Harris annonce être dans l'obligation de convoquer des élections anticipées. Le scrutin est alors annoncé pour le 15 décembre 2022 par plusieurs médias qui s'appuient sur une déclaration du président de la commission électorale, qui mentionne cette date comme étant la plus probable,,,. Le 29 octobre cependant, Heaton-Harris laisse sa décision en suspens, avant d'organiser une série de consultations avec les différents partis le 1er novembre, puis d'annoncer quelques jours plus tard que les élections n'auront pas lieu en décembre. La possibilité d'un vote en décembre avant Noël — pour laquelle la commission électorale effectuait des préparations — aurait été écartée en raison de critiques quant au coût et à l'impact d'un vote en pleine période de festivités.
Le secrétaire d'État annonce finalement le 9 novembre son intention de faire voter une nouvelle loi accordant un délai supplémentaire jusqu'au 8 décembre, avec la possibilité d'une extension supplémentaire de six semaines, soit jusqu'au 19 janvier 2023. Le délai d'organisation des élections restant inchangé, celles-ci auraient par conséquent lieu le 3 avril 2023 au plus tard,. La loi est votée le 6 décembre 2022 au Parlement britannique, et l'extension de six semaines utilisée deux jours plus tard à l'expiration du délai. Cette nouvelle loi donne par ailleurs au secrétaire d'État le pouvoir de modifier l'indemnité des membres de l'Assemblée d'Irlande du Nord, une mesure ouvertement réclamée par Chris Heaton-Harris pour sanctionner les parlementaires responsables du blocage. Le lendemain de l'extension du délai, celui-ci annonce une diminution de 27,5 % de l'indemnité, qui passe à partir du 1er janvier 2023 de 51 500 à 37 337 livres, tout en déclarant ne pas exclure une nouvelle diminution en cas de persistance du blocage,.

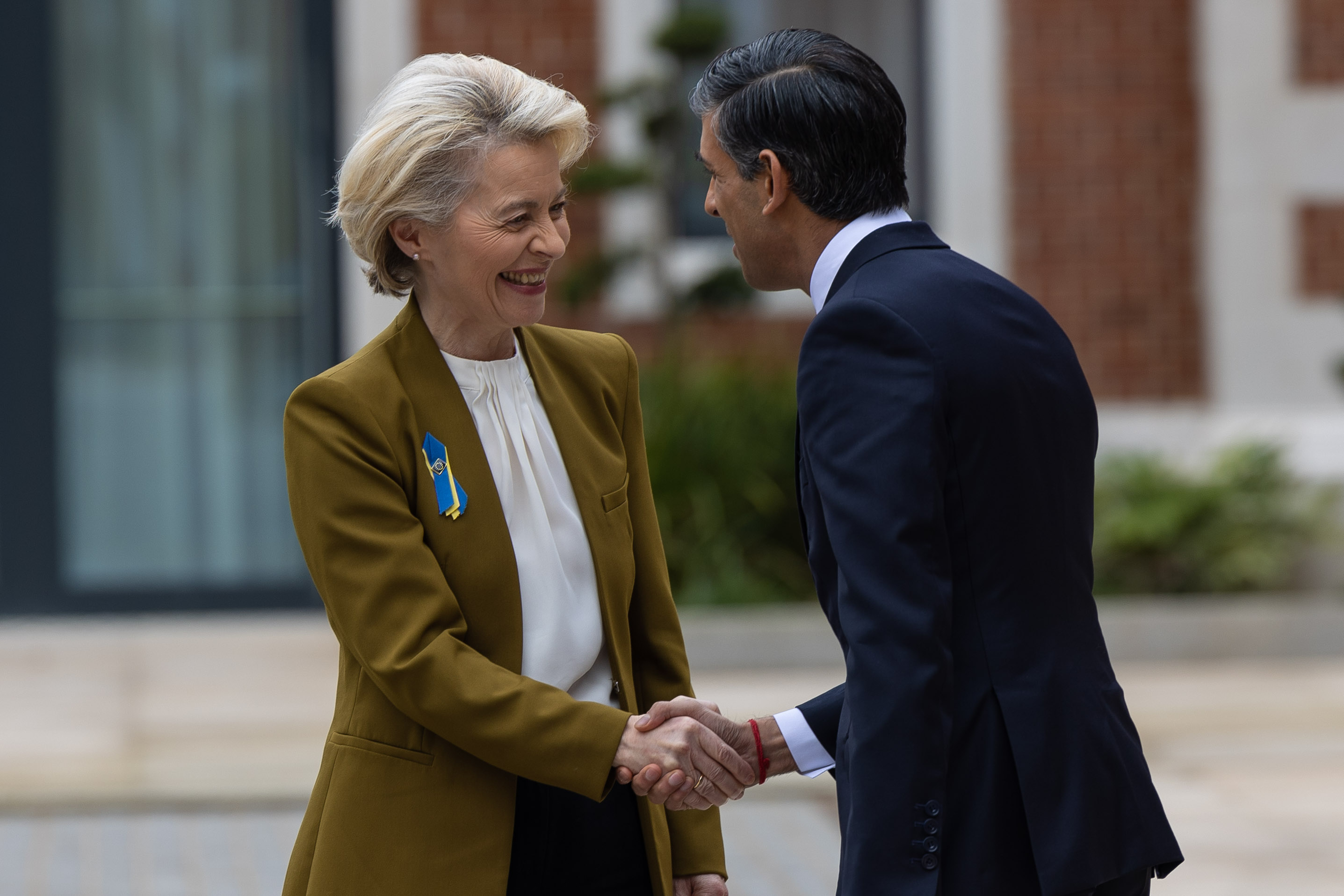
Le Premier ministre britannique Rishi Sunak et la présidente de la Commission européenne Ursula von der Leyen à Windsor le 27 février 2023, jour de l'annonce de l'accord

Une réunion de solution de crise est convoquée par Heaton-Harris pour le 11 janvier, mais le Sinn Fein annonce refuser d'y participer en raison de l'exclusion de sa présidente, Mary Lou McDonald. En réponse, le Parti social-démocrate et travailliste se retire à son tour. Le délai étendu expire le 19 janvier sans qu'une date ne soit officiellement fixée pour le nouveau scrutin, Chris Heaton-Harris cherchant à temporiser dans le contexte d'une nouvelle série de négociations entre le gouvernement britannique et l'Union européenne sur le sujet du protocole nord-irlandais. Le 9 février, le Gouvernement britannique introduit une nouvelle loi — votée au parlement britannique le 22 février — qui prolonge à nouveau le délai, cette fois-ci fixé au 18 janvier 2024. Le secrétaire d'État conserve néanmoins la possibilité de convoquer les élections anticipées à tout moment au cours de ce délai, s'il n'est pas satisfait de l'évolution des négociations.
Le 27 février 2023, l'Union européenne et le Royaume-Uni annoncent la signature du cadre de Windsor, qui modifie le protocole sur l'Irlande du Nord en réduisant fortement les procédures de douanes entre cette dernière et la Grande-Bretagne, ainsi que la règlementation de l'Union européenne qui s'applique en Irlande du Nord. L'annonce est accueillie chaleureusement par les dirigeants nord-irlandais, le Sinn Fein et le SDLP appelant tous deux à mettre fin à l'impasse politique. Considérant les changements insuffisants, le DUP décide cependant de poursuivre son refus d'incorporer un gouvernement afin d'obtenir de nouvelles concessions de la part du gouvernement britannique.

### Fin de la crise et formation du gouvernement

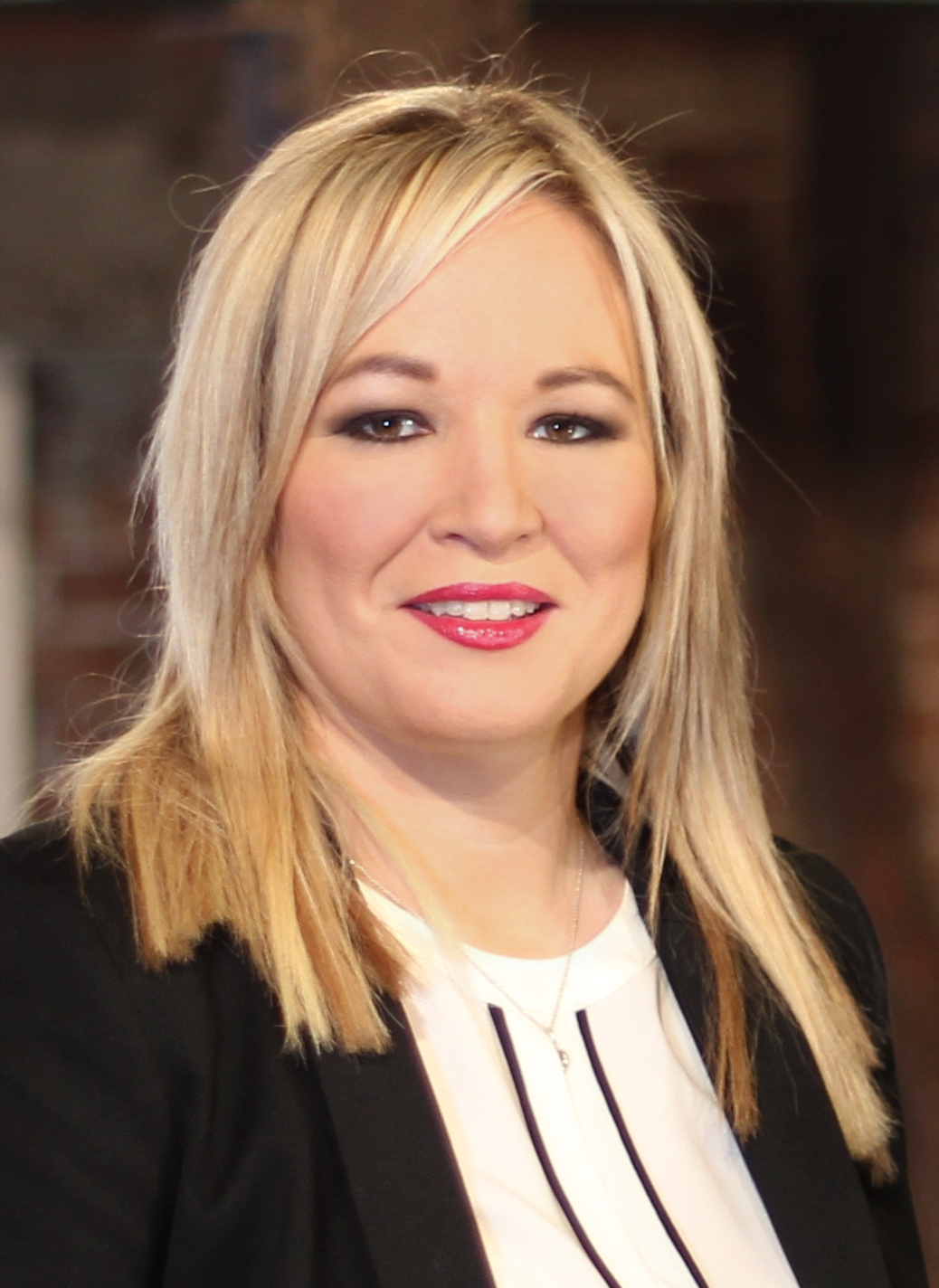
Michelle O'Neill

L'absence prolongée d'un gouvernement pendant deux ans amène l'ensemble du secteur public à organiser une grève générale courant janvier 2024. La veille de la date limite, le 17 janvier, l'assemblée se réunit à nouveau et constate la poursuite du blocage par le DUP. Chris Heaton-Harris annonce en conséquence l'extension du délai au 8 février, qui est voté le 25 janvier. Cinq jours plus tard, le DUP annonce avoir conclu un accord avec le gouvernement britannique sur la mise en œuvre du Cadre de Windsor afin de « sécuriser » la place de l'Irlande du Nord dans le marché intérieur du Royaume-Uni. L'accord sur la sauvegarde de l'Union (Safeguarding the Union paper) s'accompagne d'un financement visant à répondre aux demandes du secteur public. Le parti annonce dans la foulée être maintenant disposé à revenir siéger et former un gouvernement avec le Sinn Fein,,. La dirigeante de ce dernier, Michelle O'Neill, est officiellement élue Première ministre le 3 février 2024, avec Emma Little-Pengelly (DUP) comme vice-Première ministre. C'est la première fois que le premier ministre d'Irlande du Nord est issu de la mouvance républicaine et nationaliste.